# خوانا بوريرو
خوانا بوريرو (بالإنجليزية: Juana Borrero)‏ (17 مايو 1877، هافانا في كوبا - 9 مارس 1896، كي ويست في الولايات المتحدة)؛ كاتِبة، رسامة وشاعرة كوبية.